# Turmhügel Stefansberg
Die Turmhügel Stefansberg bezeichnet eine abgegangene hochmittelalterliche Niederungsburg bei 548 m ü. NHN in St. Stephan, einem Gemeindeteil der Gemeinde Maisach im Landkreis Fürstenfeldbruck in Bayern. Die Anlage wird als Bodendenkmal unter der Aktennummer D-1-7733-0184 als „Turmhügel des hohen Mittelalters sowie untertägige spätmittelalterliche und frühneuzeitliche Befunde im Bereich der Kath. Filialkirche St. Stephan von Stefansberg und ihres Vorgängerbaus“ geführt.

## Geschichte
Die Herren von Stephansberg	werden 1260 erwähnt.

## Beschreibung

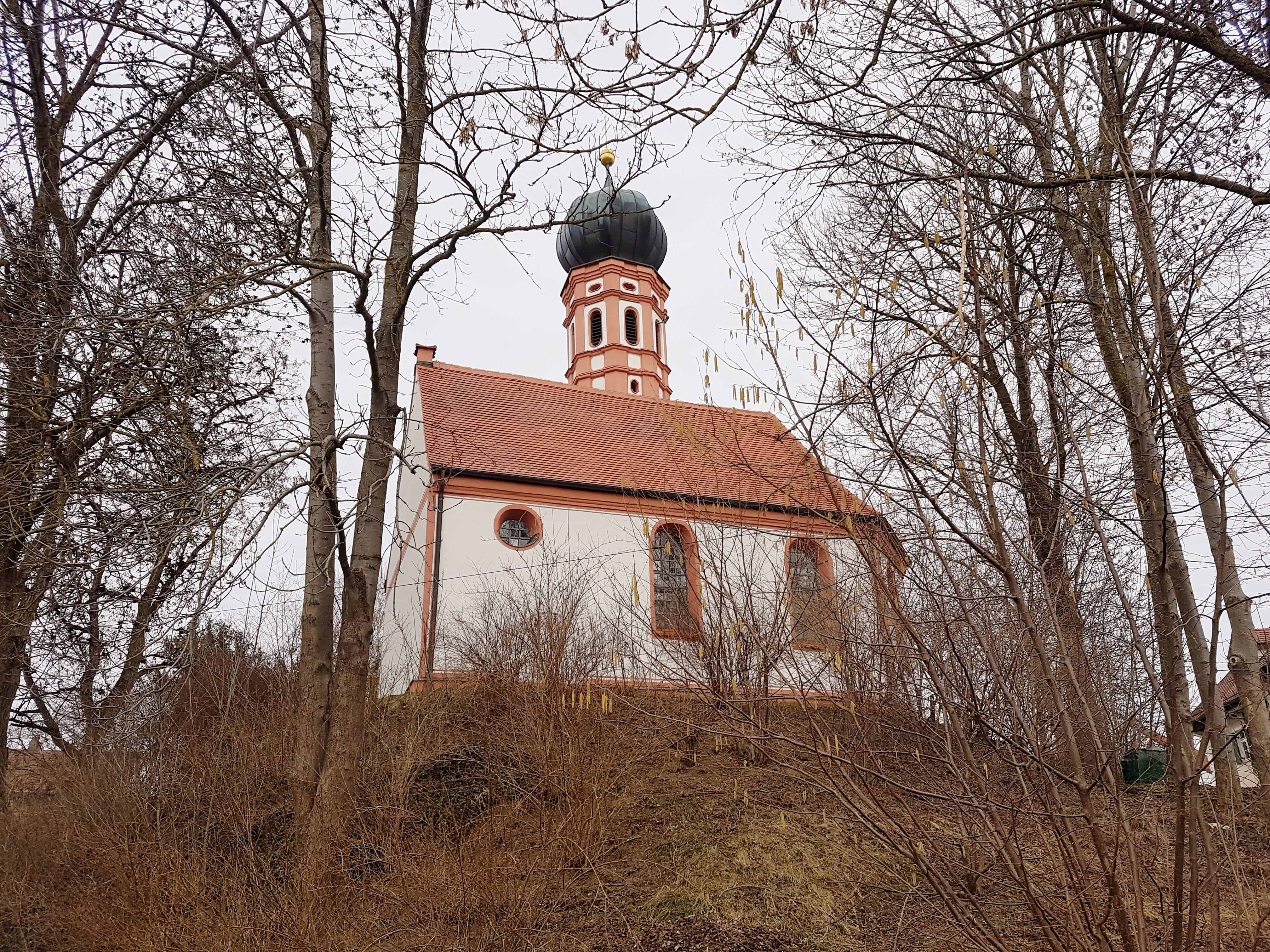
Filialkirche St. Stephan von Stefansberg

Die Turmhügelburg wurde von der Filialkirche St. Stephan in Stefansberg überbaut. Die Anlage besitzt die Ausmaße von etwa 30 m in Nord-Süd-Richtung und 28 m in Ost-West-Richtung, wobei sich der künstlich aufgeschüttete Hügel etwa 3 m über die Umgebung erhebt.